# 洋纱泡
洋纱泡是一个位于中国吉林省白城市的微咸水湖，面积约为38.3平方千米，属于东北平原。它的一级流域为黑龙江流域，二级流域为松花江水系。